# Jerry Lawson
Gerald Anderson Lawson (Brooklyn, 1 de diciembre de 1940-Santa Clara, 9 de abril de 2011), conocido como Jerry Lawson, fue un ingeniero electrónico estadounidense, conocido por su trabajo en el diseño de la consola de videojuegos Fairchild Channel F, así como por liderar el equipo que fue pionero en crear el cartucho de videojuego comercial. Por esta contribución, en 1982 la revista Black Enterprise le dio el nombre del «padre del cartucho de videojuegos». Al dejar Fairchild, fundó la compañía de juegos Video-Soft.

## Infancia
Lawson nació el 1 de diciembre de 1940 en Brooklyn, Nueva York, Estados Unidos. Su padre, Blanton, era un estibador interesado en las ciencias, mientras que su madre, Mannings, trabajaba en la ciudad, y también apoyaba a la Asociación de Padres y Maestros de la escuela local. Su abuelo había estudiado para convertirse en físico pero, debido a la discriminación racial, no pudo perseguir su carrera en física, por lo que en su lugar comenzó a desempeñarse como maestro de postas. Sus padres se aseguraron de que recibiera una buena educación y alentaron sus intereses en pasatiempos científicos como la radioafición y la química. Además, Lawson llegó a comentar que su maestro de primer grado lo alentó en su camino para convertirse en alguien influyente, similar a George Washington Carver. Vivía en Queens cuando era adolescente, y ganaba dinero reparando televisores. A los trece años de edad, obtuvo una licencia de radioaficionado y luego construyó su propia estación en casa con partes de tiendas electrónicas locales compradas con su dinero. Asistió a la Universidad de Queens y al City College, Nueva York, pero no obtuvo un título en ninguna de las dos instituciones.

## Carrera

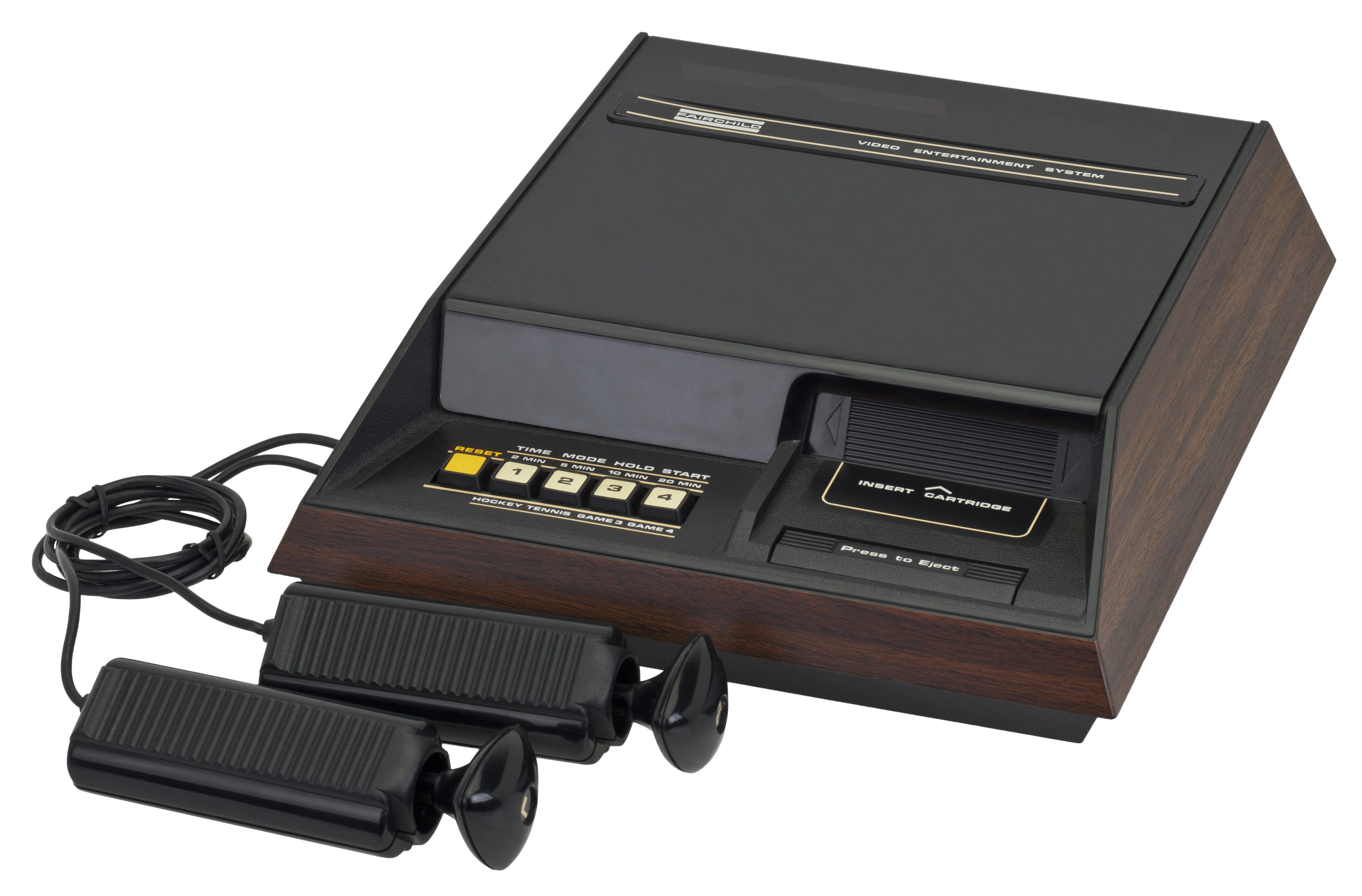
La Fairchild Channel F, con la ranura del cartucho a la derecha de la unidad.

En 1970, se unió a la compañía Fairchild Semiconductor, con ubicación en San Francisco, donde comenzó a trabajar como consultor de ingeniería de aplicaciones dentro de su división de ventas. Estando allí, laborando en su garaje creó uno de los primeros juegos de Arcade que funcionaba con monedas, llamado Demolition Derby. Completado a principios de 1975 con los nuevos F8 de Fairchild, Demolition Derby fue uno de los primeros juegos controlados por microprocesadores.
A mediados de la década de 1970, Lawson fue nombrado ingeniero en jefe de hardware y director de ingeniería y mercadotecnia de la división de videojuegos de Fairchild. Con su nuevo ascenso, dirigió el desarrollo de la consola Fairchild Channel F, lanzada en 1976 y diseñada específicamente para usar cartuchos de juegos intercambiables basados en tecnología con licencia de Alpex. En ese entonces, la mayoría de los sistemas de videojuegos tenían la programación del juego integrada en el hardware, por lo que no se podía quitar ni cambiar. Lawson y su equipo refinaron y mejoraron la tecnología desarrollada en Alpex que permitía que los juegos se almacenaran como software en cartuchos ROM extraíbles. Estos tendrían la posibilidad de insertarse y retirarse repetidamente de una consola, sin peligro de descargas eléctricas. Lo anterior le permitiría a los usuarios comprar una biblioteca de juegos y le proporcionaría una nueva fuente de ingresos para los fabricantes de consolas con las ventas de estos juegos. La consola Channel F presentaba una variedad de controles, incluido un nuevo joystick de ocho vías diseñado por Lawson y un botón de «pausa», que fue el primero en una consola de videojuegos doméstica. La Channel F no tuvo éxito comercial, pero el enfoque del cartucho se popularizó con el Atari 2600 lanzado en 1977. Mientras estaba con Fairchild, él y Ron Jones eran los únicos miembros negros del Homebrew Computer Club, un grupo de los primeros aficionados a la informática que incluía a varios que se hicieron famosos, incluidos Steve Jobs y Steve Wozniak, los fundadores de Apple. Lawson señaló que había entrevistado a Wozniak para un puesto en Fairchild, pero no lo contrató.
En 1980 dejó Fairchild y fundó Videosoft, una empresa de desarrollo de videojuegos que creó software para el Atari 2600 a principios de la década de 1980, ya que el 2600 había desplazado a la Channel F como la del mejor sistema del mercado. Videosoft cerró unos cinco años después y Lawson comenzó a trabajar como consultor. En cierto punto, trabajó con Stevie Wonder para inventar un «Reloj maravilloso» que despertaría a un niño con el sonido de la voz de alguno de sus padres, aunque nunca llegó a producirse. Más tarde, colaboró con el programa de mentores de Stanford y se estaba preparando para escribir un libro sobre su carrera.

## Enfermedad y muerte
Alrededor de 2003, Lawson comenzó a tener complicaciones por la diabetes, y perdió el uso de una pierna y la vista de un ojo. El 9 de abril de 2011, aproximadamente un mes después de ser homenajeado por la IGDA, falleció a los 70 años de edad por complicaciones de la diabetes. Al momento de su muerte, residía en Santa Clara, California, y le sobrevivían su esposa, dos hijos y su hermano.

## Legado
En marzo de 2011, fue homenajeado por la International Game Developers Association (IGDA) como pionero de la industria por su trabajo en el concepto del cartucho de juego. El 20 de marzo de 2019, se le realizó otro homenaje, mismo en el que póstumamente recibió el premio ID@Xbox Gaming Heroes en el 21° Independent Games Festival, obtenido por liderar el desarrollo de la primera consola de juegos basada en cartuchos.
Hay una muestra de las contribuciones hechas por Lawson a la industria del juego, en una exhibición permanente del Salón de la fama mundial de los videojuegos en el museo Strong National Museum of Play en Rochester, Nueva York.
El Distrito Escolar Unificado de Los Ángeles nombró a la Escuela Primaria #11 como la Academia de Artes, Matemáticas y Ciencias Gerald A. Lawson.
Un breve documental sobre Lawson y su desarrollo de la Fairchild Channel F fue producido por el director de The Czar of Black Hollywood, Bayer Mack, y publicado por Block Starz Music Television como parte de su serie de videos Perfiles de éxito afroamericano. También apareció en el primer episodio de la serie documental producida por Netflix, High Score, lanzada el 19 de agosto de 2020, con su historia siendo contada por sus hijos; Karen y Anderson.
El primer episodio de la temporada 6 de Command Line Heroes titulado, «Jerry Lawson: The Engineer Who Changed the Game», habla sobre su trabajo en Channel F. Lawson también aparece de manera destacada junto a Nolan Bushnell y Ralph Baer en el episodio «The Birth of Video Games», el segundo de la segunda temporada de The Toys That Built America, serie producida por History.
El Programa de Juegos de la Universidad del Sur de California y Take-Two Interactive establecieron el Fondo Gerald A. Lawson en mayo de 2021, que tiene como fin apoyar a los estudiantes negros e indígenas inscritos en la programación de la Universidad y que buscan carreras en la industria de los videojuegos. Microsoft también comenzó a contribuir al fondo en agosto de 2021.
El Doodle de Google del 1 de diciembre de 2022 se dedicó a Lawson para celebrar lo que habría sido su 82.º cumpleaños, permitiéndoles a los usuarios que dieran clic sobre el ícono, crear juegos y modificar los juegos integrados existentes.